# Stenalia oligocenica
Stenalia oligocenica es una especie de coleóptero de la familia Mordellidae.

## Distribución geográfica
Habita en Francia.